# صخر زيتي

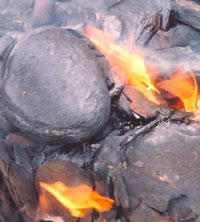
سجيل زيتي

الصخر الزيتي أو السِّجـِّيل الزيتي (وتسمى أيضاً الصخور النفطية أو الصخر القاري أو الطفلة الزيتية والسجيل النفطي(هامش)) مادة صلبة تحتوي بذاتها على مواد عضوية نباتية وحيوانية تسمى الكيروجين، ويتحول بالتسخين إلى نفط غير تقليدي.

## الاحتياطات والاهتمام

### عالمياً

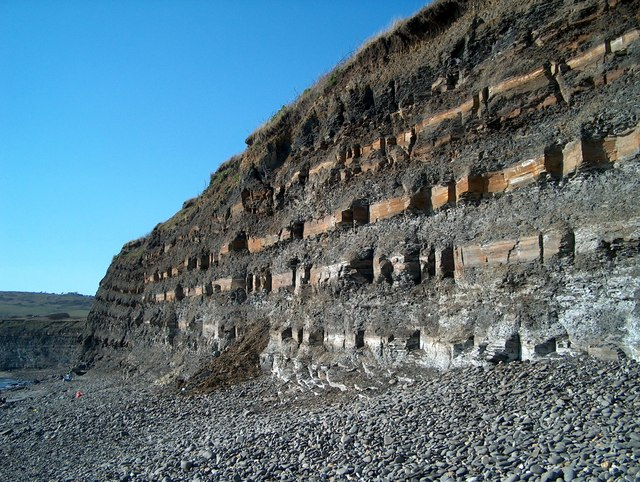
سجيل زيتي في منطقة Kimmeridge

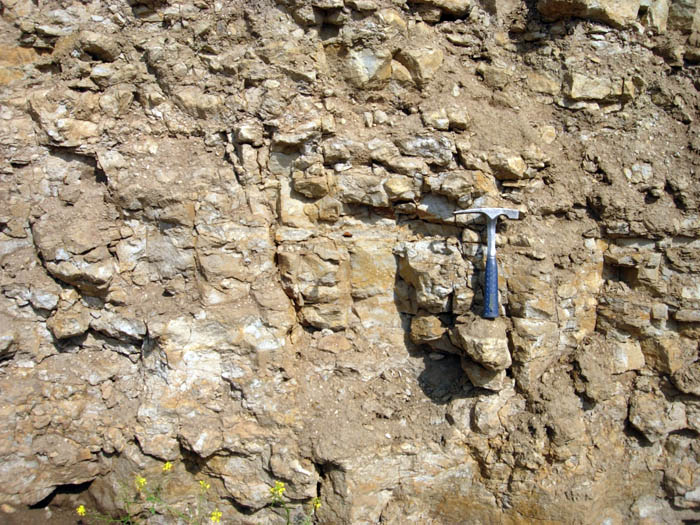
الكشف عن سجيل زيتي في إستونيا.

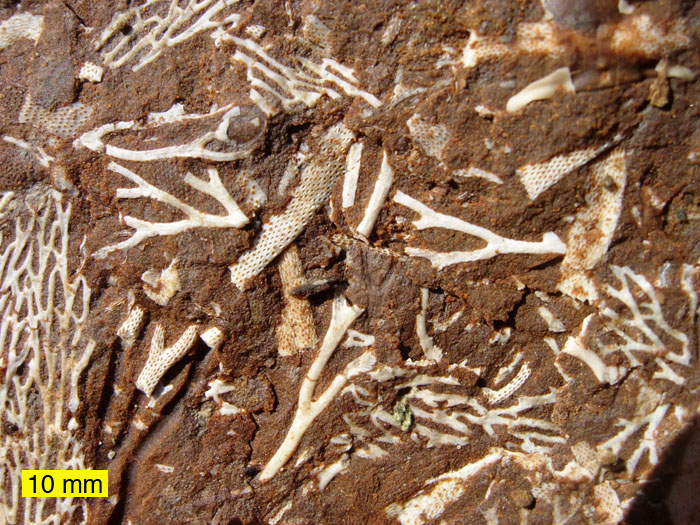
طبقات سجيل زيتي في إستونيا ، وتحوي أحفورات جيولوجية.

تتواجد الصخور النفطية في 37 دولة ولدى هذه الدول 4786 مليار برميل من النفط الذي يمكن استخراجه من تلك الصخور، أي ما يعادل أربعة أضعاف الاحتياطيات المؤكدة للنفوط التقليدية. وتستحوذ الولايات المتحدة على المرتبة العالمية الأولى حيث بلغت احتياطياتها 3706 مليارات برميل أي 77% من الاحتياطيات العالمية. تليها الصين وروسيا والكونغو والبرازيل وإيطاليا ثم المغرب. وتعتمد إستونيا على تلك الصخور كلياً لتوليد الكهرباء محلياً.

### عربياً
تكاد تنحصر الاحتياطيات العربية بأربعة بلدان وهي مصر (ستة مليارات برميل في محافظة البحر الأحمر ومحافظة الوادي الجديد) والأردن (34 مليار برميل في اللجون والعطارات)، والمغرب والسعودية

#### المغرب

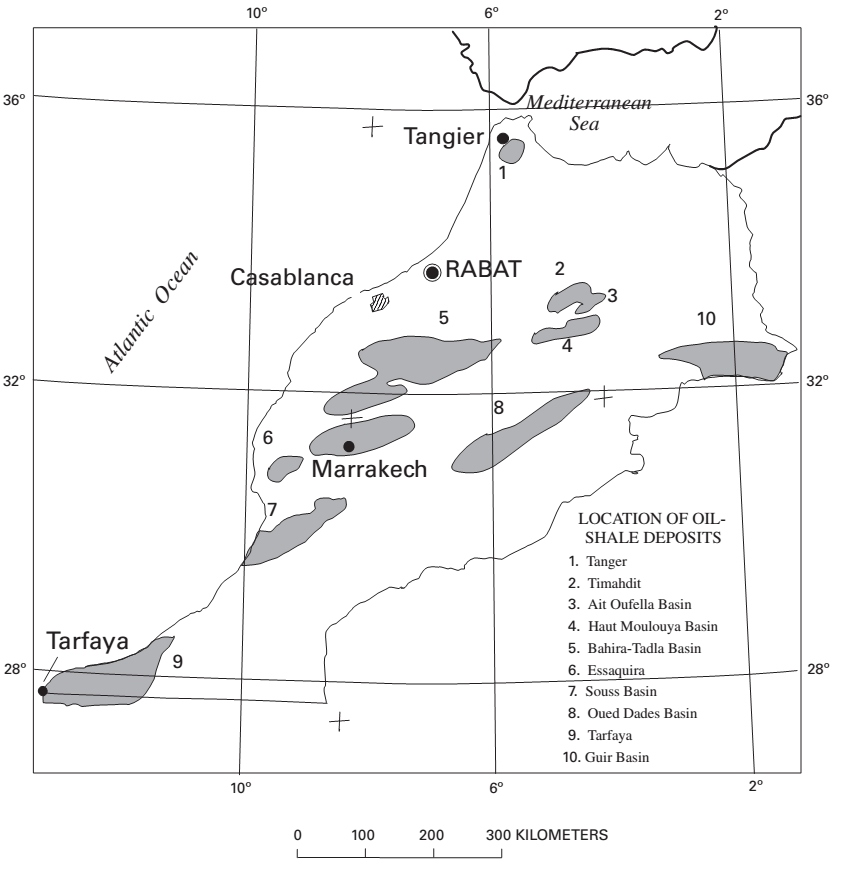
مناطق تواجد النفط الصخري في المغرب.

يحتل المغرب المرتبة العربية الأولى والأفريقية الثانية والعالمية السابعة حيث بلغت احتياطياته 53 مليار برميل. ووفق المكتب الوطني للهيدروكربورات والمعادن التابع لوزارة الطاقة والمعادن والماء والبيئة المغربية, توجد الصخور النفطية في عشر مناطق من بينها طنجة وتادلة والصويرة وورزازات والسوس ومناطق أخرى في الصحراء. لكن أهم المناجم تقع في طرفاية وتمحضيت. وتبلغ مساحة مناجم طرفاية 2500 كيلو متر مربع وتحتوي على ثمانين مليار طن من الصخور النفطية. وتحتوي مناجم تمحضيت على 42 مليار طن من الصخور ومساحتها 350 كيلو مترا مربعا ويصل سمكها إلى 250 مترا. انطلاقاً من الإحصاءات الرسمية التي سيأتي بيانها حول حجم الزيت في الصخور، توصلنا إلى النتائج التالية وهي قريبة من التقديرات سابقة الذكر حيث تختزن مناجم طرفاية 35.4 مليار برميل من النفط ومناجم تمحضيت 20.4 مليار برميل من النفط. إن هذه الاحتياطيات المغربية تعادل الاحتياطيات المؤكدة للنفوط التقليدية في الجزائر وليبيا. وعلى هذا الأساس ستكون الصخور النفطية في حالة استخلاص الزيت منها كافية لإشباع الاستهلاك النفطي المغربي لمدة ثمانية قرون.
على إثر ارتفاع أسعار النفط خلال السنوات الأخيرة عاد من جديد الاهتمام بالصخور النفطية بخاصة في الدول المستوردة للخام كدولة المغرب، وللمغرب
قدرات عالية تجعله مؤهلاً لاستغلال هذه الصخور على نطاق تجاري واسع. فهو يمتلك أكبر احتياطي في العالم العربي، بيد أن هذا الاستغلال يصطدم بعدة عقبات ترتبط بالكلفة والبيئة. ويعود اهتمام المغرب بالصخور النفطية إلى نهاية الثلاثينيات من القرن المنصرم حيث قامت السلطات العامة بتأسيس شركة الصخور النفطية في طنجة. واكتشفت مناجم تمحضيت الواقعة في جبال الأطلس المتوسط ومناجم طرفاية على ساحل المحيط الأطلسي. وبسبب ارتفاع أسعار النفط عام 1973 وما نجم عنه من تردي حالة الميزان التجاري المغربي طالبت الحكومة من شركة تسكو الأميركية تقديم دراسات حول الصخور النفطية في تمحضيت. وفي عام 1984 تم بناء معمل تجريبي في تمحضيت مول بقرض من البنك العالمي. في تلك السنة قام المعمل باستخلاص النفط من 2500 طن من الصخور. لكن هبوط أسعار النفط التقليدي طيلة الفترة بين منتصف الثمانينيات ونهاية التسعينيات أدى إلى تراجع الدراسات والتجارب والأبحاث، فأعلنت شركة تسكو عن توقف أنشطتها. وبسبب ارتفاع أسعار الخام في السنوات الأخيرة عاد اهتمام المغرب بالصخور النفطية.

## كيفية الاستغلال

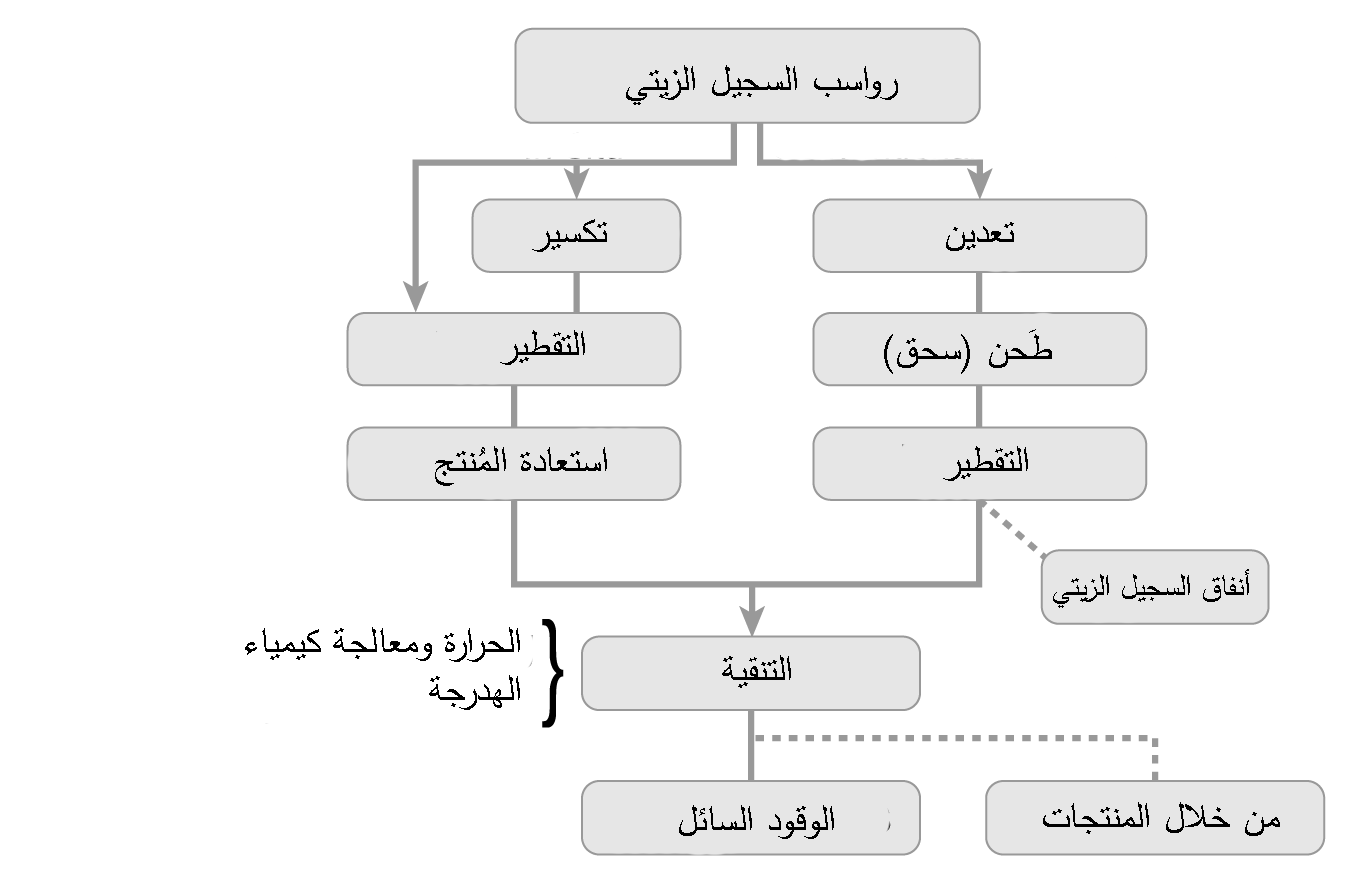
نظرة عامة على طرق استخراج نفط السجيل

يمكن الاستفادة من الصخور النفطية بطريقتين:

### الحرق المباشر
تتمثل الطريقة الأولى باقتلاعها وتكسيرها وإحراقها مباشرة كما هو حال الفحم الحجري لتوليد الطاقة الكهربائية. وتستوجب هذه الطريقة محطات كهربائية ملائمة تختلف عن تلك التي تعمل بالوقود الأحفوري. وتتبع هذه الطريقة في البرازيل والصين وألمانيا وبخاصة في إستونيا التي تعتمد عليها اعتماداً كليا. وستستخدم قريباً في الأردن الذي أجرى اتفاقاً مع شركة إستي إنيرجيا الإستونية لإنشاء محطة كهربائية في منطقة العطارات تتراوح طاقتها بين ستمائة وتسعمائة ميغاوات وستكلف 1.5 مليار دولار. ولا أثر لهذه الطريقة في المغرب حاليا، الذي وقّع في عام 1988 اتفاقاً مع شركة شل لبناء محطة كهربائية تعمل بالصخور النفطية قدرتها خمسون ميغاوات، ولم نجد بيانات حديثة حول تنفيذ هذا المشروع.

### إنتاج النفط
ويمكن إنتاج النفط من الصخور النفطية بأسلوبين:

#### الاستخلاص السطحي
الأسلوب الأول هو الاستخلاص السطحي. وبموجبه تستخرج الصخور النفطية من مناجمها ثم تكسر وتنقل إلى مراكز معالجتها. تتكون هذه المراكز من أفران أسطوانية الشكل خالية من الهواء توضع بداخلها الصخور النفطية. تتراوح حرارة الفرن بين 480 و540 درجة مئوية التي تقود إلى انفصال الكيروجين عن الصخور فيتحول إلى نفط وينقل إلى منشآت تكريره. يتبع هذا الأسلوب على نطاق ضيق في البرازيل وإستونيا والصين التي تنتج على التوالي 3.8 و6.3 و7.6 ألف برميل في اليوم.

### الاستخلاص الموضعي

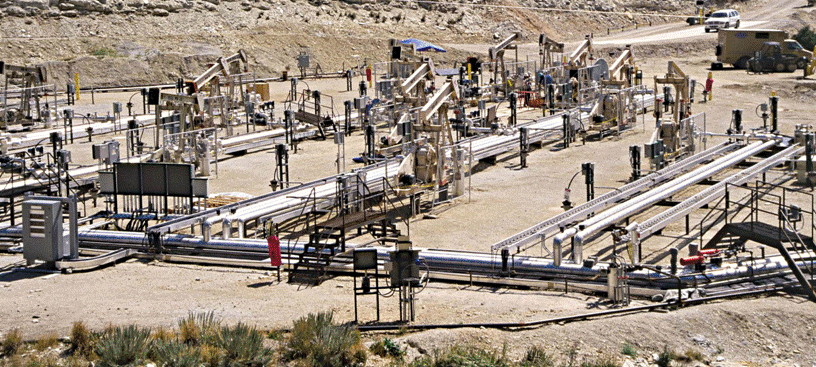
أحد مصانع شل التجريبية لاستخلاص النفط من السجيل الزيتي في كولورادو.

أما الأسلوب الثاني فهو الاستخلاص الموضعي، حيث تسخن الصخور في مكامنها أي دون أن تنقل إلى سطح الأرض. تتراوح الحرارة بين 340 و370 درجة مئوية لمدة تصل أحياناً إلى أربع سنوات متواصلة. عندئذ يتحول الكيروجين إلى نفط قابل للتكرير. من الناحية الصحية والبيئية يعد الأسلوب الثاني أقل ضرراً من الأسلوب الأول، كما تشير التجارب إلى أن درجة كثافة النفط المستخرج بواسطة الأسلوب الثاني (38 درجة حسب مقياس المعهد الأمريكي للبترول) أعلى من درجة كثافة النفط المستخرج بواسطة الأسلوب الأول (21 درجة). والنفط عالي الكثافة غني بالمواد البيضاء كوقود السيارات وبالتالي فهو أغلى من النفط منخفض الكثافة. لكن الأسلوب الثاني لا يزال في مراحله التجريبية إذ لا توجد دولة في العالم تعتمد عليه حاليا بسبب كلفته العالية.
ومع ذلك عقد المكتب الوطني للهيدروكربورات والمعادن بالمغرب عام 2009 اتفاقاً مع شركة سان ليون إينرجي الأيرلندية يتعلق باستغلال حقول في طرفاية. وبموجبه ستستخدم الشركة أسلوب الاستخلاص الموضعي وتسخن الصخور النفطية بالبخار. وسيكون هذا الاتفاق رخصة للشركة في استخراج النفط من تلك المنطقة. كما عقد المغرب اتفاقات أخرى تهم بعض جوانب استغلال الصخور النفطية. اتفاق مع شركة بتروبراس البرازيلية عام 2007 واتفاق مع شركة إكستراكت البريطانية عام 2008 واتفاق مع شركة إستي إنيرجيا الإستونية عام 2010.

## دوافع الاستغلال
بالإضافة إلى أهمية الاحتياطيات المغربية تتجلى دوافع استغلال الصخور النفطية في مساهمة استيراد النفط بفاعلية في اختلال الميزان التجاري من ناحية وارتفاع التبعية الطاقية وبخاصة النفطية من ناحية أخرى. كما يساهم في معالجة العجز في الميزان التجاري المغربي.

### تبعية الطاقة

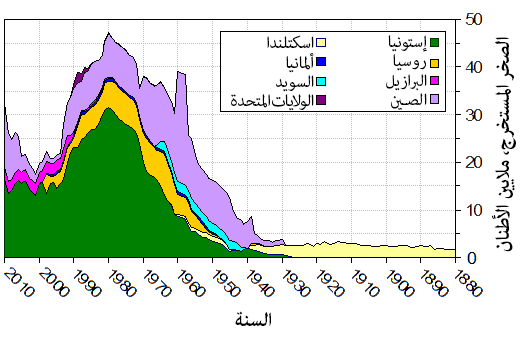
Production of oil shale in millions of metric tons, from 1880 to 2010. Source: Pierre Allix, Alan K. Burnham.

الأسباب التي دعت إستونيا إلى تحمل السلبيات البيئية وإلى الاعتماد على نفسها في إنتاج الكهرباء سياسية بحتة، وهي رغبتها في الاستقلال عن روسيا في ميدان الطاقة. أضف إلى ذلك أنه من السهل نسبياً على إستونيا مقارنة بالمغرب مثلاً استغلال صخورها النفطية لتغطية حاجاتها الكهربائية لأن عدد سكان إستونيا لا يعادل سوى 4% من عدد سكان المغرب وإن مساحة إستونيا لا تساوي سوى 6% من مساحة المغرب.
بذل المغرب جهوداً كبيرة خلال الخمسين سنة المنصرمة في التنقيب عن النفط التقليدي. ومنح امتيازات مالية وضريبية واسعة للشركات الأجنبية العاملة في هذا المجال. لكن الاحتياطي المؤكد ضعيف جداً ويتناقص باضطراد حتى وصل إلى مائة مليون برميل عام 2010 أي ما يعادل 3% فقط من النفط السوري. الأمر الذي يفسر تدني الإنتاج البالغ أربعة آلاف برميل في اليوم. وهذا الإنتاج لا يغطي سوى 2% من الاستهلاك اليومي البالغ 198 ألف برميل. ولا يستورد المغرب النفط فحسب بل كذلك الغاز الطبيعي والكهرباء. بل أصبح أكبر بلد عربي مستورد للفحم الحجري حيث بلغت وارداته من هذه المادة 470 مليون دولار عام 2010. نجم هذا الوضع عن نضوب منجم جرادة الذي كان أكبر منجم في العالم العربي يليه منجم المغارة في مصر ومنجم عبادلة في الجزائر.
كان إنتاج منجم جرادة 837 ألف طن عام 1984 ويستخدم بالدرجة الأولى لتوليد الطاقة الكهربائية. ثم تدور الإنتاج المحلي ليصل إلى الصفر منذ عام 2001. وتزامن هذا التطور مع ارتفاع أسعار الفحم المستورد.
بالتحليل النهائي أصبحت تبعية الطاقة للمغرب ترتفع سنوياً حتى بلغت 97% عام 2010. إن استخلاص النفط من الصخور النفطية سيقود إلى معالجة هذه التبعية الخطيرة بل وإلى تحقيق فائض في ميزان الطاقة. لكن هذه الحالة تصطدم بعقبات كثيرة ترتبط غالبيتها بالصخور النفطية بذاتها.

## معوقات الاستغلال
من سلبيات استغلاله التكلفة المرتفعة والتأثير السبلي على البيئة.

### التكلفة

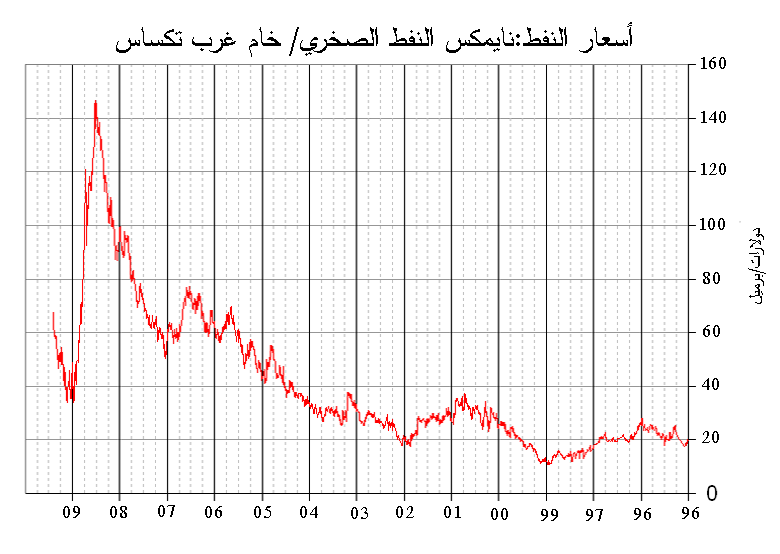
بورصة نيويورك التجارية light-sweet crude oil prices 1996–2009 (not adjusted for inflation)

تكلف معامل استغلال الصخور النفطية مبالغ طائلة تصل إلى مئات الملايين بل مليارات الدولارات. وتختلف الكلفة تبعاً للقدرة الإنتاجية للمعمل. في الثمانينيات قدمت شركة كرفتورك الألمانية -بناء على طلب وزارة الطاقة والمعادن المغربية- تقريراً يوضح بأن معملاً يستخلص خمسين ألف ب/ي من الصخور النفطية يكلف ثلاثة مليارات دولار. لكن الأسعار ارتفعت حالياً. فعلى سبيل المثال قدرت كلفة معمل قدرته بثلاثين ألف ب/ي حوالي ستة مليارات دولار (قيمة المشروع المتفق عليه بين الأردن وشركة إستي إنيرجيا). إن هذا المبلغ يعادل التحويلات السنوية للمغاربة المقيمين بالخارج أو يساوي حصيلة الفوسفات لمدة ثلاث سنوات. ومن المعلوم أن المغرب يستهلك حالياً 198 ألف برميل من النفط التقليدي يومياً أي يحتاج البلد على الأقل إلى ستة معامل مماثلة للمعمل الأردني لتلبية حاجاته النفطية.
ولا توجد معلومات دقيقة حول كلفة إنتاج برميل النفط من الصخور النفطية بسبب اختلاف طبيعة هذه الصخور وتباين أساليب الاستخلاص. وحسب مؤسسة راند كوربوريشن الأميركية تتراوح كلفة البرميل بين سبعين و 95 دولاراً وتنخفض بارتفاع الإنتاج. إن هذه المبالغ مرتفعة جداً مقارنة بكلفة النفط التقليدي الذي تتراوح في بلدان الخليج العربي بين دولارين وخمسة دولارات. ولأن استخلاص النفط من الصخور يتطلب طاقة حرارية. أي يجب أن يكون سعر شراء النفط التقليدي أعلى من كلفة الاستخلاص من الصخور النفطية. وإلا تصبح العملية برمتها غير مجدية اقتصاديا.
كما أن جدوى استخلاص النفط من الصخور النفطية ترتبط مباشرة بنسبة الكيروجين. وبحسب الورقة المغربية المقدمة إلى مؤتمر الطاقة العربي التاسع لعام 2010 تحتوي الصخور النفطية في تمحضيت على كميات من الكيروجين تتراوح بين سبعين و 85 لتراً للطن الواحد. أما محتويات صخور طرفاية فتتراوح بين 66 و75 لتراً للطن الواحد. يستشف من هذه الأرقام أن الصخور المغربية فقيرة قياساً بأغلب الصخور الأردنية التي يصل معدلها إلى ثمانين لتراً للطن في العطارات و105 لترات للطن في اللجون. وتبلغ الكميات تسعين لتراً في البرازيل و120 لتراً في الولايات المتحدة.
وهنالك تقارير تشير إلى أن استخلاص برميل نفط من الصخور المغربية يتطلب طاقة حرارية معادلة لبرميل من النفط التقليدي. في هذه الحالة سوف لا يستطيع المغرب إنتاج النفط من صخوره مهما بلغ سعر الخام التقليدي. عندئذ لا يمكن استغلال هذه الصخور إلا في حالتين أولاهما إحراقها لتوليد الطاقة الكهربائية وثانيتهما استخلاص الزيت منها بعد نضوب النفط التقليدي في العالم.

### البعد الإستراتيجي
ومن الواضح أن للنفط أهمية كبيرة في الميادين الاقتصادية والإستراتيجية الأميركية إلى درجة أن الولايات المتحدة لا تتردد في استخدام القوة العسكرية ضد من يعرض مصالحها النفطية للخطر. لكنها لا تنوي استخلاص النفط من صخورها على الأقل في الوقت الحاضر. كيف يمكن إذا للمغرب استخراج النفط من صخوره خاصة وأن احتياطياته لا تتجاوز 2% من احتياطيات الولايات المتحدة. ناهيك عن الفارق الكبير في الإمكانات المالية والقدرات التكنولوجية بين البلدين.

### التأثير البيئي
أثبتت الدراسات العلمية بأن جميع صور استغلال الصخور النفطية تقود إلى نتائج صحية وبيئية وخيمة. إنها تتمثل في انبعاث ثاني أكسيد الكربون بكمية تعادل أربعة إلى خمسة أضعاف الكمية الناجمة عن استخراج النفط التقليدي. ناهيك عن انبعاث أكسيد الكبريت وأكسيد الآزوت وأول أكسيد الكربون.
وتشير التقارير في إستونيا إلى أن 23% من تلوث الماء و86% من النفايات و97% من تلوث الهواء يعود إلى استغلال الصخور النفطية. أدى هذا الوضع إلى كثرة الأمراض بخاصة ضيق التنفس والسل والسرطان. كما يحتاج استخلاص برميل من النفط من الصخور النفطية إلى حوالي خمسة براميل من الماء ، أي أن استخلاصه في أماكن جافة غير يسير. أضف إلى ذلك أن الاستخلاص السطحي يترك على سطح الأرض كميات هائلة من الرماد المضر بالصحة والبيئة. أما الاستخلاص الموضعي فيقود إلى تلوث المياه الجوفية.
وقد تستطيع التكنولوجيا في المستقبل التغلب على هذه المؤشرات السلبية. بيد أن ذلك سيتطلب بالضرورة رصد اعتمادات مالية إضافية ، الأمر الذي يفضي إلى ارتفاع كلفة الاستغلال المرتفعة أساسا. يتعين على المغرب وهو بلد سياحي من الطراز الأول أن يأخذ بنظر الاعتبار هذه العوامل السلبية.
من جهة أخرى فغن حرق زيت السجيل ينتج نفايات ورماد ، ومن ضمنها عناصر ثقيلة مثل الرصاص والزنك والكادميوم والكروم ؛ بل وكذلك اليورانيوم والفاناديوم ، ومواد تلوث الماء مثل الفينول ومركبات الكبريت . وللتخلص من تلك النفايات لا توجد حاليا حلولا مرضية . وقد تكون الاستفادة من تلك العناصر الثقيلة في بعض الحالات مجدية ، حيث أن معظم السجيل الأسود يحتوي على نسب مناسبة من العناصر الثقيلة و الفضة ونادرا الذهب ولكن يوجد فيها اليورانيوم والفاناديوم.